# Egentliga jordartsmetaller
Egentliga jordartsmetaller var ursprungligen beteckningen på de jordartsmetaller som var svårlösliga i vatten. De mer lättlösliga kallades alkaliska jordartsmetaller. Beteckningen (liksom hela begreppet jordartsmetaller) är inte helt entydig och används inte längre. Alkaliska jordartsmetaller (eller jordmetaller) har emellertid fått en utvidgad och mer stringent definition grundad på periodiska systemets grupper och är fortfarande i bruk.
Se jordartsmetaller för mer detaljer om vilka grundämnen som ingick i gruppen.